# Lobelia hartlaubii
Lobelia hartlaubii är en klockväxtart som beskrevs av Franz Georg Philipp Buchenau. Lobelia hartlaubii ingår i släktet lobelior, och familjen klockväxter. Inga underarter finns listade i Catalogue of Life.